# 벨비
벨비(Belvì, 사르데냐어: Brevìe)는 이탈리아 사르데냐주 누오로도에 있는 코무네이다. 칼리아리에서 북쪽으로 약 80 킬로미터 (50 mi), 누오로에서 남서쪽으로 약 40 킬로미터 (25 mi) 떨어져 있다. 이 곳은 바르바지아 디 벨비의 전통적인 지역에 속한다.
벨비는 다음 지방 자치체와 접해 있다: 아리초, 아차라, 데술로, 메아나 사르도, 소르고노, 토나라.